# Goeyvaerts String Trio
Het Goeyvaerts String Trio is een Belgisch strijktrio voor hedendaagse muziek. Naast het uitvoeren van bestaand 21e-eeuws werk, spitsen ze zich toe op het creëren van voor hen geschreven trio’s. Het Goeyvaerts stringtrio is artist in residence bij het Koninklijk Museum voor Schone Kunsten Antwerpen.

## Geschiedenis
In 1997 richtten Pieter Stas (cello), Kris Matthynssens (altviool) en Kristien Roels (viool) het Goeyvaerts String Trio op. Het trio met de roots in Sint-Niklaas, ontleent zijn naam aan de Belgische componist Karel Goeyvaerts. In 2019 kwam Fedra Coppens (viool) bij het trio.
De cd met strijktrio's van Arnold Schönberg, Anton Webern en Alfred Schnittke verscheen in 2010 bij Challenge Records en kreeg onder andere een aanbeveling in Gramophone. In 2014 werd het trio de Editor’s Choice in Gramophone, naar aanleiding van de cd Stabat Mater. Hiervoor ontving het trio tevens een Edison en de cultuurprijs van de stad Sint-Niklaas en werd het uitgeroepen tot ensemble van het jaar door Klara. Whispers of Titans uit 2016 belandde in de top 10 van beste klassieke albums van dat jaar volgens Joep Stapel van NRC.
In 2018 voerden ze de wereldcreatie uit van het tweede strijktrio van Charles Wuorinen, opgedragen aan het Goeyvaerts String trio, in het Guggenheimmuseum te New York. In 2019 brachten ze twee wereldpremières van Linda Catlin Smith en Pascale Criton tijdens het festival Stations of the Sun te Dundalk in Ierland. Het trio organiseert het jaarlijkse festival Passages in samenwerking met het Cultureel Centrum Sint-Niklaas. Dit festival gaat sinds 2012 door in SteM Zwijgershoek. In dit kader werd in 2021 ter gelegenheid van Passages VIII, de wereldpremière van Salzinnes manuscript van Catlin Smith gecreëerd samen met Psallentes in de gerenoveerde Paterskerk.
In 2019 voerden ze Musik für drei Streicher uit van Wolfgang Rihm in het Iers College te Leuven in het kader van Festival2021. In hetzelfde jaar werkten ze samen met zangeres Zsuzsi Toth en Catalina Vincens voor het programma Spiritual Lab. Ze brachten werk van Giacinto Scelsi en Hildegard van Bingen. Het trio is een partner in co-producties met onder andere ECCE, Aulérie Lierman en Robin Verheyen. In het najaar van 2019 brachten ze Blues, Reds and other songs van Robin Verheyen in première in AMUZ. Dit werk werd ook opgenomen, de release hiervan wordt verwacht in het najaar van 2022.
In 2021 speelde het trio de Wasser en Drifting Sand van Annelies Van Parys in voor het boek (N)iets van Gaea Schoeters. In september 2021 gaat de voorstelling Duet for 2 stringtrio’s in première in het Concertgebouw te Brugge. In deze co-productie met ECCE worden de 2 strijktrio’s van Wuorinen uitgevoerd.

## Discografie
- String Trios: Arnold Schönberg, Anton Webern, Alfred Schnittke
- String Trios from the East: Sofia Goebaidoelina, Aleksandr Knajfel, Oleg Pajberdin, Gia Kantsjeli
- Stabat Mater - Simeron: Arvo Pärt, Ivan Moody
- Whispers of Titans: Nikolaj Korndorf, Henryk Górecki
- Klang: Wolfgang von Schweinitz
- (N)iets: Annelies Van Parys